# Friedenskirche (Ludwigshafen am Rhein)

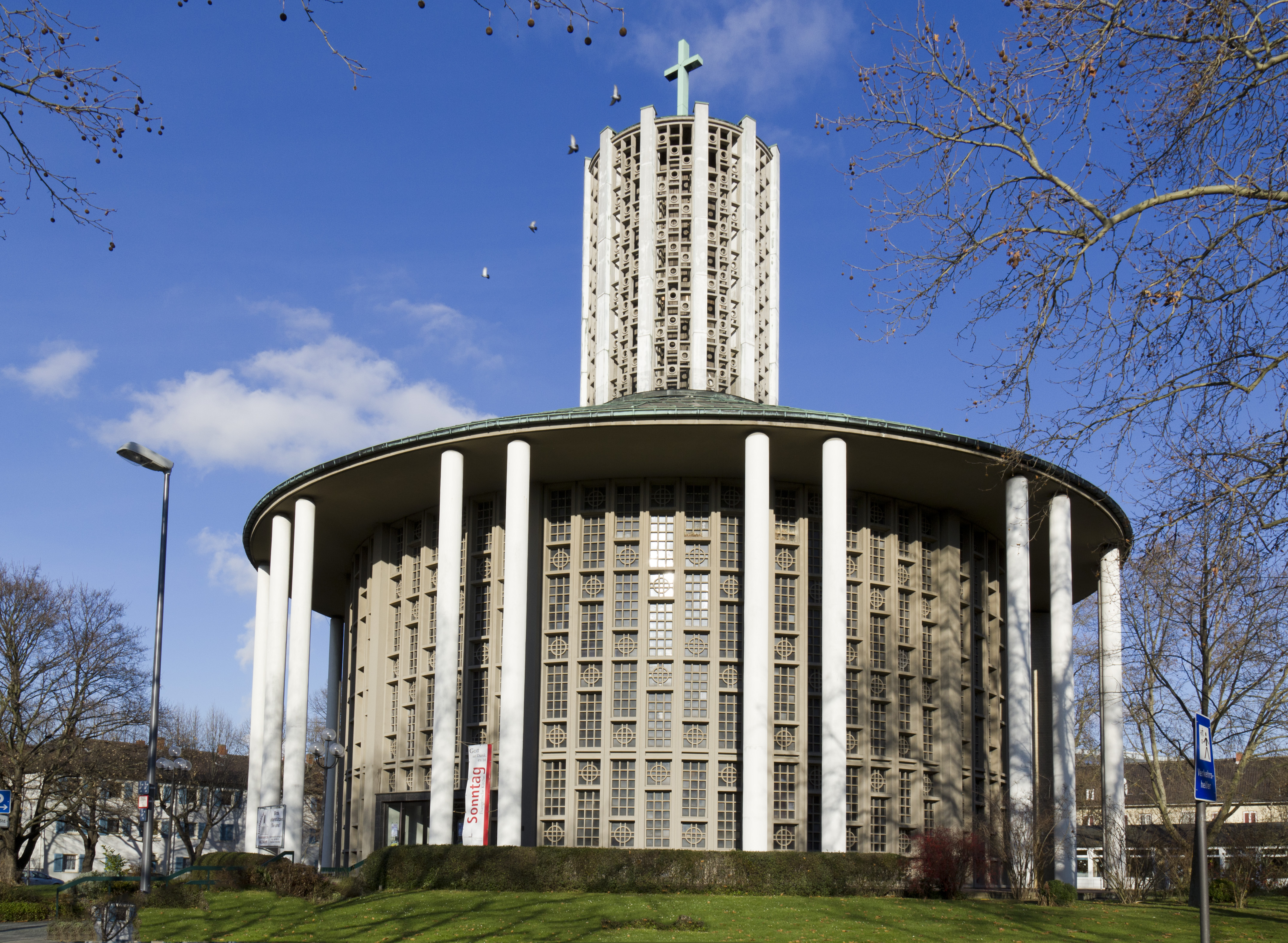
Friedenskirche

Die Friedenskirche ist ein protestantisches Kirchengebäude in Ludwigshafen am Rhein.

## Geschichte
Die Friedenskirche wurde 1931/32 als zweites protestantisches Gotteshaus in Ludwigshafen-Friesenheim durch die Joseph Hoffmann & Söhne AG nach Plänen der Architekten Karl Latteyer und Hans Schneider, die aus einem Architekturwettbewerb als Sieger hervorgegangen waren, in der besonderen Form einer Rundkirche errichtet. Konzipiert wurde sie mit 1200 Sitz- und 300 Stehplätzen und einem freien Raum im Chor für 200 Konfirmanden und 200 Mitwirkende bei musikalischen Aufführungen im Bereich der Orgel.
Im Verlauf des Zweiten Weltkriegs wurde die Kirche 1943/1944 durch mehrere Bombenangriffe schwer beschädigt. Nach dem Krieg war ein Abriss der Reste geplant, jedoch führte großer Widerstand aus der Gemeinde dazu, dass 1954/1955 unter der Leitung des Architekten Ernst Zinsser (Hannover) der Bau mit einigen Veränderungen wieder errichtet wurde.
1992 wurde die Friedenskirche unter Denkmalschutz gestellt. Der Architekturführer Rheinland-Pfalz würdigt sie als bedeutendes Baudenkmal der 1950er Jahre.

## Beschreibung

### Ursprüngliche Kirche
Die Friedenskirche galt mit ihrer Rundkirchengestaltung und dem Turm in der Mitte als besonders markantes Beispiel für den protestantischen Kirchenbau zwischen den beiden Weltkriegen. Auf Grund ihrer modernen Konzeption sorgte sie weit über die Grenzen der Pfalz hinaus für Aufsehen. Der Bau entstand auf einem kreisrunden Grundriss von 35 Metern Durchmesser. Die Halle besteht aus einer 13 Meter hohen Eisenbetonkonstruktion mit zwölf Rippen. Die Gesamthöhe des Baus betrug ursprünglich bis zur Kreuzspitze 54,40 Meter. Die runde, relativ geschlossene Form – nur regelmäßig angeordnete schmale hohe Fensteröffnungen sind in die massiv wirkende Außenwand eingelassen – führten auch zur volkstümlichen Bezeichnung „Seelengasometer“.
Von der Ausstattung war das in Freskotechnik ausgeführte Golgatha-Altarbild des Malers Max Slevogt von herausragender Bedeutung.

### Wiederaufbau
Der Wiederaufbau behielt die Kreisform bei, jedoch wurde der Durchmesser des Innenraums auf 30 Meter reduziert. Dafür umrundet die Kirche zu drei Vierteln ein Säulenumgang mit Doppelsäulen. Das vierte Viertel wird vom geschlossenen Chor eingenommen. Die Außenhaut besteht nunmehr aus klar verglasten Betonrastersteinen, die den Bau transparent machen und ins Innere viel Licht bringen. Der Außendurchmesser beträgt nun 38 Meter. Die Höhe des zentralen Turms wurde um drei auf neun Meter verkürzt, der Bau erhielt nun ein Kegeldach.
Die früher in einem Anbau gelegenen Räume für die Gemeindearbeit und den Konfirmandenunterricht liegen nun im Erdgeschoss; der eigentliche Kirchenraum mit Empore rückte in das Obergeschoss und ist über zwei Treppen aus der Vorhalle zu erreichen. Dadurch entsteht ein völlig anderer Raumeindruck als im Vorgängerbau. Im Osten befindet sich der geschlossene Chor mit dem vom Heidelberger Künstler Harry MacLean gestalteten Altarbild; es nimmt das Thema „Golgotha“ des Vorgängerbildes von Max Slevogt auf, ist aber als Glas-Mosaik ausgeführt und völlig anders gestaltet: eine große Darstellung des Kruzifixus auf kupferfarbenem Hintergrund ist umgeben von Seraphim und Fischen. Gegenüber, auf der westlich gelegenen Eingangsseite, ist eine geräumige, schwebend leicht wirkende Empore eingezogen, auf der sich die Orgel befindet.

### Orgel

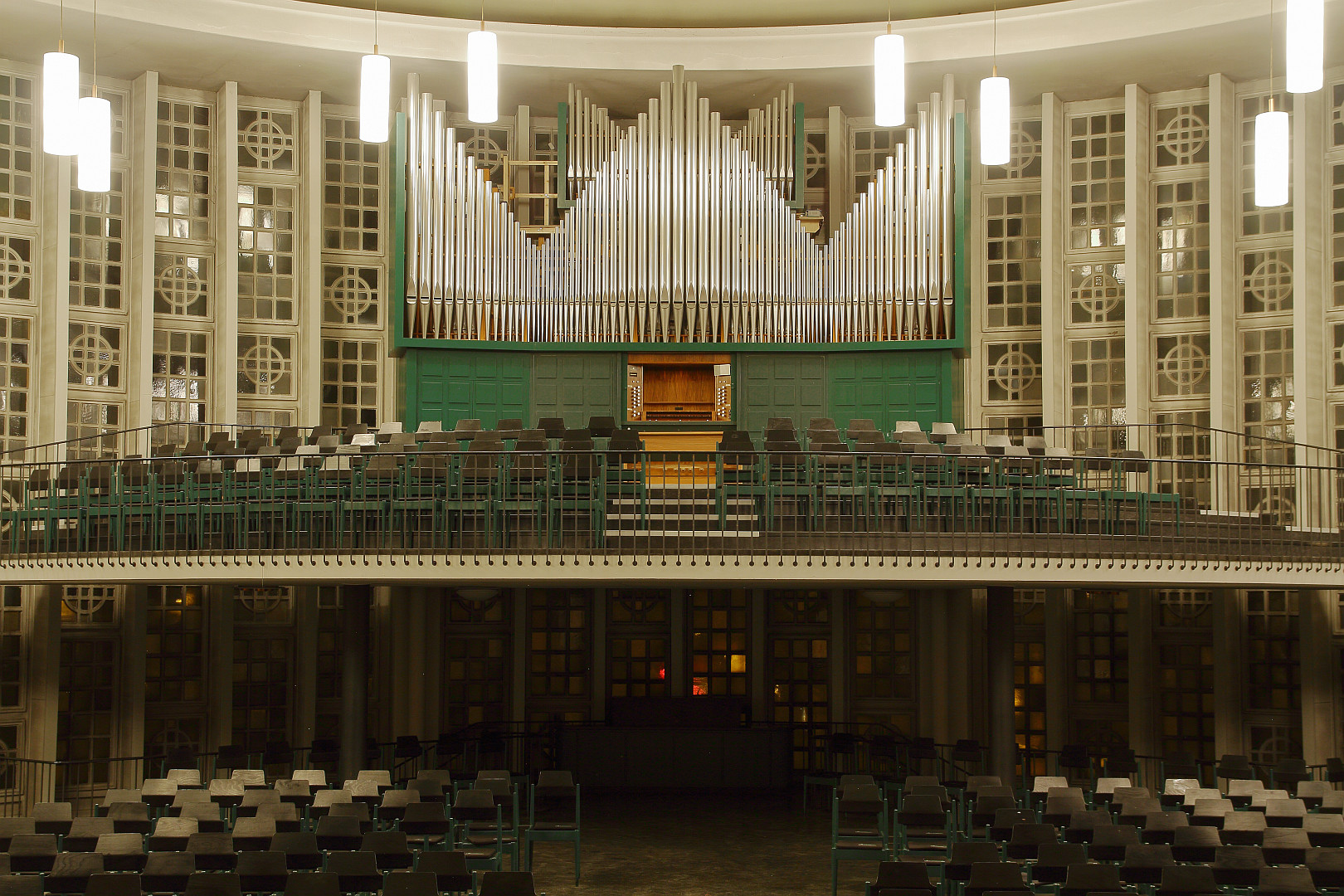
Blick auf die Empore mit der Orgel

Die Orgel wurde im Jahr 1958 von G. F. Steinmeyer & Co. gebaut. Sie verfügt über  28 Register auf zwei Manualen und Pedal. Ein Neubau der Orgel wurde 2008 beschlossen, jedoch nie umgesetzt. Stattdessen erfolgte im Jahr 2019 eine Renovierung durch die Freiburger Orgelwerkstatt Späth. Durch die Verwendung von Schallschluckplatten und Akustikputz konnte auf eine Übertragungsanlage verzichtet werden. Die Disposition lautet:
| I Hauptwerk C–g3 |         |
| Rohrpommer       | 016′    |
| Prinzipal        | 08′     |
| Rohrflöte        | 08′     |
| Oktave           | 04′     |
| Kleingedeckt     | 04′     |
| Quinte           | 02 ⁄3′  |
| Superoktave      | 02′     |
| Terz             | 01 3⁄5′ |
| Mixtur VI        | 01 ⁄3′  |
| Cymbel IV        | 01⁄2′   |
| Trompete         | 08′     |
| Tremulant        |         |

| II Oberwerk C–g3 |       |
| Gedackt          | 08′   |
| Quintade         | 08′   |
| Prinzipal        | 04′   |
| Koppelflöte      | 04′   |
| Oktave           | 02′   |
| Quinte           | 1 ⁄3′ |
| Scharff V        | 01′   |
| Krummhorn        | 08′   |
| Tremulant        |       |

| Pedal C–f1    |        |
| Metallgedeckt | 016′   |
| Subbass       | 016′   |
| Oktavbass     | 08′    |
| Pommer        | 08′    |
| Spitzflöte    | 04′    |
| Mixtur VI     | 02 ⁄3′ |
| Posaune       | 016′   |
| Trompete *    | 08′    |

Die Spiel- und Registertraktur sind elektrisch. Die Windladen sind als Kegelladen ausgeführt.
- Koppeln: II/I, I/P, II/P

- Spielhilfen: Setzeranlage, MIDI *

* Seit der Renovierung im Jahr 2019

### Glocken
In dem Turm befinden sich sechs Bronzeglocken, die 1962 von Friedrich Wilhelm Schilling in Heidelberg gegossen wurden. Sie haben die Schlagtöne: es1, ges1, as1, ces2, des2, es2.